# Socket 604
A Socket 604 egy processzorfoglalat, melyet az Intel tervezett a Xeon szerverprocesszorai alá.
A Socket 604-es Xeonok 400, 533, 667 vagy 800 MT/s FSB sebességűek, 130, 90 vagy 65 nm-es gyártástechnológiával készülnek, órajelük 2 GHz-ről 3,8 GHz-ig terjed. A legújabb Socket 604-es Xeonok már kétmagosak, 65 nm-es csíkszélességgel készülnek, harmadszintű gyorsítótáruk (L3 cache) pedig elérheti a 16 MB-ot is.
A foglalat visszafelé kompatibilis a Socket 603-as processzorokkal, amik minden gond nélkül beleilleszthetők és működtethetők a Socket 604-es alaplapokban.
A Socket 604 egy 604 tűs ZIF PGA foglalat, 1,27 mm magas lábakkal, mely fogadja a 130 nm-es Prestonia, Gallatin, a 90 nm-es Nocona, Irwindale, Cranford, Potomac, a kétmagos Paxville, a 65 nm-es, kétmagos Tulsa és a szintén 65 nm-es, kettő illetve négymagos Tigerton processzorokat.